# Obraz Matki Bożej Kościerskiej Królowej Rodzin
Obraz Matki Bożej Kościerskiej Królowej Rodzin – wizerunek przedstawiający Maryję z Dzieciątkiem na ręku znajdujący się w kościele Świętej Trójcy w Kościerzynie, gdzie otoczony jest wielkim kultem. Jest to dzieło nieznanego malarza pochodzące z XVII wieku, kopia obrazu „Matki Boskiej Śnieżnej”.

## Historia obrazu
Obecność obrazu Marii Panny w kościerskim kościele wyjaśnia dawna historia Rzymu. W latach 352–356 papieżem był Liberiusz. Za jego czasów patrycjusz rzymski Jan, nie mając potomstwa, postanowił wraz z małżonką Najświętszą Maryję Pannę uczynić spadkobierczynią swoich dóbr. Oboje modlili się o szczególny znak dla siebie. Zostali wysłuchani. 5 sierpnia w wizji sennej Najświętsza Maryja Panna każdemu z osobna wyraziła swoje życzenie, aby tam, gdzie znajdą po przebudzeniu śnieg, zbudowali kościół ku jej czci. Tego poranka, kiedy w Rzymie są największe upały, zobaczyli śnieg na wzgórzu Eskwilińskim. Powiadomili o tym papieża Liberiusza, który oświadczył im, że miał podobną wizję. Tego samego dnia zebrał duchowieństwo i wiernych Rzymu, urządził uroczystą procesję i wyznaczył miejsce na budowę kościoła. Świątynię wzniesiono po Soborze efeskim w latach 432–440. W tymże kościele umieszczono obraz Najświętszej Maryi Panny, który według tradycji został namalowany przez św. Łukasza. Obraz nosi też inne tytuły: Matka Boża Śnieżna, Matka Boża Większa, Zbawienie ludu rzymskiego. Obraz stał się szczególną relikwią Rzymu, dlatego nie wolno go było kopiować.
Około roku 1610 w Rzymie przebywał biskup włocławski, do którego diecezji należała Kościerzyna. Modlił się on o ratunek dla pomorskiego ludu, który w tym czasie odchodził od jedności z Kościołem. W czasie modlitwy ma wizję, w której Matka Najświętsza prosi go, aby w kopii rzymskiego obrazu zawiezionego do kościołów swojej diecezji szukał ocalenia dla swoich diecezjan.
Pełny wizerunek Matki Boskiej odsłonięto w 1992 roku, podczas konserwacji przeprowadzonej  na zlecenie Parafii pod wezwaniem Trójcy Świętej w Kościerzynie. Przed konserwacją obraz przedstawiał postacie Madonny i Dzieciątka ozdobione srebrnymi, metalowymi szatami, spod których widoczne były tylko malowane na płótnie twarze i dłonie. Wokół postaci umieszczono dziewięć kolistych srebrnych plakiet ze scenami różańcowymi oraz pomiędzy nimi plakietkę prostokątną i dwa serca wotywne. Tło obrazu pokryte było czerwonym welurem.

## Charakterystyka obrazu
Kościerski obraz składa się z części środkowej o wymiarach 109 x 93 cm, stanowiącej pierwotny obraz M.B. Śnieżnej oraz doszytych części bocznych powiększających go, na których namalowano później dziewięć kolistych medalionów, z wybranymi scenami różańcowymi połączonych paciorkami. Są to od lewej górnej: "Zwiastowanie", "Nawiedzenie", "Boże Narodzenie", "Chrystus w Ogrójcu", "Ukrzyżowanie", "Zmartwychwstanie", "Zesłanie Ducha Świętego", "Wniebowzięcie" i "Koronacja Najświętszej Marii Panny". W górnej części obrazu namalowano także Gołębicę symbolizującą Ducha Św. oraz po bokach po trzy główki anielskie na skrzydełkach. Analiza cech formalnych rzeźby, pierwotnej kolorystyki, wielkość obrazu pasującego do otworu, daje podstawy do twierdzenia, że obraz i ołtarz stanowią dzieło spójne miejscowego warsztatu artystycznego, powstałe po 1642 roku, tuż po zakończeniu budowy kościoła.
Matka Boża z Dzieciątkiem ujętą frontalnie w półpostaci, zwróconą lekko w prawą stronę. Dzieciątko siedzące na lewej ręce Matki trzyma księgę w lewej rączce a prawą błogosławi. Matka obejmuje Syna dwoma skrzyżowanymi rękoma, w których trzyma chusteczkę. Oboje patrzą wprost na widza. Głowy ich zdobią korony malowane na tle nimbów.
Na prawym ramieniu Madonny odzianej w niebieski płaszcz widnieje charakterystyczna gwiazda.
Wizerunek ten, powstały w XVII wieku, jest dość wierną kopią obrazu tzw. "Matki Boskiej Śnieżnej", znajdującego się Rzymie od IX wieku, w bazylice Santa Maria Maggiore.

## Koronacja obrazu
W 1998 roku obraz Matki Bożej Kościerskiej otrzymał papieskie korony, które w imieniu papieża Jana Pawła II na skroń Królowej Rodzin nałożył nuncjusz apostolski ks. abp Józef Kowalczyk oraz ks. bp Jan Bernard Szlaga. Od tego momentu Matka Boska kościerska Królowa Rodzin stała się patronką Kościerzyny, a jej święto ustanowiono na pierwszą sobotę lipca.

## Zabytkowe ozdoby obrazu
Na obraz nałożone są srebrne szaty Madonny i Dzieciątka oraz korony. Szaty posiadają cztery wgłębienia koliste, niezbędne do oglądania w całości scen różańcowych w medalionach, które zachodzą na postacie. Według znaków złotniczych i miejskich Gdańska, umieszczonych na obiektach, czas powstania szat i koron określić można pomiędzy rokiem 1699 a 1705. Sukienki wykonał mistrz gdański Arnold Lange, tworzący w latach 1699-1724, natomiast korony Jakub Beckhausen, tworzący w latach 1678-1705. Suknia Maryi zdobiona jest w motywy symetrycznych bukietów kwiatowych złożonych z wiotkich listków akantu i dużych stylizowanych różnorodnych kwiatów. Na głowie welon gładki, drobno pofałdowany. Suknia Dzieciątka także gładka, drobno fałdowana z wzorzystymi rękawami w listki i kwiaty.